# آن سايمور
آن سايمور (بالإنجليزية: Anne Seymour)‏ هي ممثلة أمريكية، ولدت في 11 سبتمبر 1909 بمانهاتن في الولايات المتحدة، وتوفيت في 8 ديسمبر 1988 بلوس أنجلوس في الولايات المتحدة بسبب قصور القلب.

## أعمال

### أفلام
- (1950) كل رجال الملك
- (1989) حقل الأحلام[5]

### مسلسلات
- عالم آخر

## وصلات خارجية
- آن سايمور على موقع IMDb (الإنجليزية)
- آن سايمور على موقع ألو سيني (الفرنسية)
- آن سايمور على موقع أول موفي (الإنجليزية)
- آن سايمور على موقع قاعدة بيانات برودواي على الإنترنت (الإنجليزية)
- آن سايمور على موقع قاعدة بيانات الأفلام السويدية (السويدية)
- آن سايمور على موقع إن إن دي بي (الإنجليزية)
- آن سايمور على موقع قاعدة بيانات الفيلم (الإنجليزية)
- آن سايمور على موقع كينوبويسك (الروسية)